# アンナ・ヴァシリエヴナ (リャザン大公妃)
アンナ・ヴァシリエヴナ（Анна Васильевна / Anna Vasilievna, 1451年 - 1501年）は、リャザン大公ヴァシーリー3世の妃。モスクワ大公ヴァシーリー2世の娘、母はボロヴスクの公女マリヤ・ヤロスラヴナ。

## 生涯
1456年にリャザン大公イヴァン3世が没すると、遺言に従い二人の子供ヴァシーリーとテオドーシヤは、成人するまで父の友人で権勢を強めていた隣国モスクワ大公国の君主ヴァシーリー2世の後見を受けた。ヴァシーリー2世は遺児たちをモスクワに移し、リャザンにはヴォエヴォダ（総督）を派遣して統治させた。この措置はモスクワ大公国によるリャザン公国併合政策の開始を意味していた。その後継者イヴァン3世も父の政策を踏襲し、その妹であるアンナはリャザンの世継ぎ公子ヴァシーリーと一緒に育てられた。アンナが適齢期に達すると、母マリヤは彼女とヴァシーリーを結婚させることに決め、息子イヴァン3世にリャザンの併合を見送らせるように頼んだ。大公の娘たるアンナが、たとえクニャージの家系に属する人物であろうが、貴族身分と結婚することは相応しくないと考えたのである。1464年の夏、イヴァン3世は16歳になったヴァシーリーに一族の領地へ帰ることを許した。同年の冬アンナはモスクワでヴァシーリーと結婚式を挙げ、夫の領地リャザンで暮らし始めた。アンナは1467年に世継ぎのイヴァンを出産した。アンナは夫が死ぬまで公国の政治には関わらず、兄が2度にわたってリャザン領の一部を併合した際にも抗議することは無かった。1483年に夫が死ぬと、アンナは16歳の息子イヴァン4世の摂政となった。
摂政となったアンナは自領の拡大を試みて頻繁にモスクワを訪れ、外交努力を実らせプロンスク公国をリャザンに併合した。やがてリャザンとモスクワとの間には、「リャザン・ウクライナ」と呼ばれるドン川流域の広大なステップ地帯をめぐって深刻な対立が起きた。リャザンはこの地域を領有しないよう決められていたものの、歴代のリャザン大公は密かに同地域での入植政策を進めており、アンナの治世にはこの入植事業が大変重要なものとなっていた。多くの入植者が数々の特権を享受し、ステップに定住すると誓えば3年から7年分の免税措置がとられていた。1500年には息子イヴァン4世が死去したため、アンナは翌1501年に自分が没するまで孫イヴァン5世の摂政を引き続いて務めた。アンナの死後、孫のイヴァン5世の治世にリャザン公国は独立を失った。

## 子女
- イヴァン4世（1467年 - 1500年） - リャザン大公
- フョードル（? - 1503年） - イヴァン3世に自らの相続した所領を遺贈した。
- アンナ - リトアニアの大貴族フョードル・イヴァノヴィチ・ベリスキー公と結婚した。